# Cane Hill
Cane Hill es una banda de metal alternativo estadounidense formada en Nueva Orleans, Louisiana en 2011. La banda está formada por el vocalista Elijah Witt, el guitarrista James Barnett, el bajista Ryan Henriquez y el baterista Devin Clark.
En 2015, la banda firmó con Rise Records, lanzando su EP debut homónimo. En 2016, la banda lanzó su primer álbum de estudio Smile. El 19 de enero de 2018, se lanzó su segundo álbum Too Far Gone, nuevamente a través de Rise Records, la cual fue aclamado por la crítica, con los sencillos "Too Far Gone", "It Follows", "Lord of Flies" y "10¢". A fines de 2019, la banda dejó Rise Records y se independizó.
Cane Hill lanzó su tercer álbum, A Piece of Me I Never Let You Find el 1 de noviembre de 2024.

## Historia

### Formación (2011-2015)
Después de participar en diferentes bandas de metal a lo largo de la escena de la música pesada de Nueva Orleans, los miembros Elijah Witt, James Barnett, Bemo Barnett, Ryan Henriquez y Colt Dimaio surgieron bajo el nombre de Cane Hill en 2014 después de muchos cambios de formación desde los hermanos Barnett inicialmente. formó la banda en 2011. El grupo se llamó a sí mismo Cane Hill en honor a un hospital psiquiátrico abandonado de ese nombre en el Reino Unido. La banda lanzó su sencillo debut, "Sunday School", acompañado de su video musical el 8 de octubre de 2014. El mismo día, el grupo anunció que habían firmado un contrato de grabación con el sello discográfico Rise Records. La banda estrenó su video musical para el sencillo "Time Bomb", con el exmiembro de Issues, Tyler "Scout" Acord. El sencillo "OxBlood" fue lanzado como sencillo el 17 de septiembre de 2015, junto con su video musical.
Cane Hill realizó una gira como acto secundario en Stick to Your Guns y la gira estadounidense principal de Blessthefall, junto con Emarosa y Oceans Ate Alaska, del 20 de octubre al 22 de noviembre de 2015. La banda lanzó su EP debut homónimo, Cane Hill, el 23 de octubre de 2015 a través de Rise Records.

### Smile(2016-2017)
Cane Hill entró al estudio con el productor WZRD BLD en Los Ángeles en enero de 2016 para comenzar la producción de Smile. La grabación se llevó a cabo durante cuatro semanas.
La banda realizó una gira como apoyo en la gira estadounidense Attention Army of Noise de Bullet for My Valentine y Asking Alexandria del 30 de abril al 29 de mayo de 2016. También hicieron una gira como soporte en la gira estadounidense de Atreyu, junto a Light the Torch y From Ashes to New del 4 al 28 de marzo de 2016.
El 22 de abril de 2016, la banda lanzó su sencillo "The (New) Jesus" y anunció su primer álbum de estudio Smile, que fue lanzado el 15 de julio de 2016 a través de Rise Records. El video musical del sencillo fue lanzado el mismo día y provocó controversia entre críticos musicales y fanáticos. Lanzaron el sencillo "True Love", acompañado con su video musical, el 29 de mayo de 2016. "You're So Wonderful", el tercer sencillo de la banda de su álbum Smile, fue lanzado con su video musical el 23 de junio de 2016.
Más tarde, Cane Hill realizó una gira en el Vans Warped Tour 2016 actuando en el Full Sail University Stage del 24 de junio al 13 de agosto de 2016. Apoyaron a Insane Clown Posse en el Riddle Box Tour en los Estados Unidos del 22 de septiembre al 15 de octubre. 2016. Cane Hill fue a Europa por primera vez en el otoño de 2016 con Bullet for my Valentine y Killswitch Engage.
Luego, Cane Hill apoyó a Superjoint y Devildriver durante el otoño de 2017. King Parrot y Child Bite también se unieron a la gira como apoyo.

### Too Far Gone(2018-2023)
La banda lanzó su segundo álbum Too Far Gone el 19 de enero de 2018, a través de Rise Records. La banda apoyó la gira Graveyard Shift Tour de Motionless in White en el Reino Unido y Europa con Ice Nine Kills del 18 al 28 de enero. Cane Hill también apoyó la gira Defy Tour de Of Mice & Men con Blessthefall, Fire From the Gods y MSCW del 1 de febrero al 8 de marzo y actuó en el Festival de autoayuda de A Day to Remember el 3 de marzo.
Los sencillos de Cane Hill, "It Follows" y "Lord of the Flies", fueron los temas principales de NXT TakeOver: New Orleans que tuvo lugar el 7 de abril de 2018 en el Smoothie King Center en Nueva Orleans, Louisiana. La banda interpretó "It Follows" para comenzar el evento y también interpretó el tema principal de Campeona Femenina de NXT Ember Moon con Lzzy Hale.
El 25 de julio de 2018, Cane Hill anunció su primera gira como cabeza de cartel en América del Norte, que se extiende desde el 21 de septiembre hasta el 3 de noviembre con el apoyo de Sharptooth y Afterlife.
El 16 de noviembre de 2018, Cane Hill anunció que lanzarán su EP semi-acústico Kill the Sun el 18 de enero de 2019. La canción principal y el sencillo principal "Kill the Sun", fue lanzado el día que la banda anunció el EP. Los videos musicales de las canciones "86'd: No Escape" y "Acid Rain" fueron lanzados del EP.
A finales de 2020, la banda lanzó "Power of the High" y "Kill Me", dos de las tres pistas del próximo EP Vol. 1 Krewe de la Mort. Actualmente, la banda está grabando una serie de EP que se lanzarán a lo largo de 2021, confirmado por el guitarrista James Barnett durante una entrevista en Twitch a principios de 2021. Ambos sencillos fueron bien recibidos por fanáticos del metal y periodistas.
En febrero de 2021, la banda lanzó el sencillo "God Is The Enemy" durante una transmisión en vivo de YouTube. Los tres sencillos fueron grabados en Konkrete Studios en Kenner, Louisiana por el productor e ingeniero Jonathan Dolese. Unos meses más tarde, en abril, Cane Hill lanzó el primer sencillo de Vol. 2, "Blood & Honey".

### A Piece of Me I Never Let You Find(2024-presente)
El 24 de julio de 2024, la banda lanzó el sencillo "Fade (Into You)", acompañado de un video musical, anunciando simultáneamente el lanzamiento de su tercer álbum, "A Piece of Me I Never Let You Find", publicado el 1 de noviembre a través de Out of Line Music. El 28 de agosto, la banda lanzó otro sencillo de su próximo álbum, "Permanence in Sleep".

## Miembros
| Miembros actuales - Elijah Witt – voz (2011–presente) - James Barnett – guitarra líder, voz secundario (2011–presente) - Ryan Henriquez – bajo, voz secundario (2012–presente) - Devin Clark – batería (2014–presente) | Miembros anteriores - Bemo Barnett – guitarra líder (2011–2015) - Colt Dimaio – batería (2013–2014) |

## Discografía
| Álbumes de estudio - 2016: Smile - 2018: Too Far Gone - 2024: A Piece of Me I Never Let You Find EP - 2015: Cane Hill - 2019: Kill the Sun | Sencillos - "Sunday School" (2014) - "Time Bomb" (2015) - "(The New) Jesus" (2016) - "True Love" (2016) - "You're So Wonderful" (2016) - "Too Far Gone" (2017) - "Lord of Flies" (2017) - "10¢" (2017) - "It Follows" (2018) - "Kill the Sun" (2018) - "Acid Rain" (2018) - "Power of the High" (2020) - "Kill Me" (2020) - "God Is The Enemy" (2021) - "Blood & Honey" (2021) |